# Good Times
Good Times je píseň britské grime skupiny Roll Deep. Píseň pochází z jeho pátého studiového alba Winner Stays On. Píseň dobyla vrchol britské singlové hitparády.

## Hitparáda
| Země           | Umístění |
| -------------- | -------- |
| Velká Británie | 1        |
| Česko          | 9        |
| Evropa         | 7        |
| Irsko          | 13       |
| Slovensko      | 6        |

| "Once" od Diana Vickers | Anglické #1 hity 2. května~22. května 2010 | "Nothin' on You" od B.o.B featuring Bruno Mars |